# Thái Duẫn Cách
Thái Duẫn Cách (hoặc Thái Doãn Cách, tiếng Trung giản thể: 蔡允革, bính âm Hán ngữ: Cài Yǔngé, sinh tháng 12 năm 1971, người Hán) là doanh nhân, chính trị gia nước Cộng hòa Nhân dân Trung Hoa. Ông la Ủy viên dự khuyết Ủy ban Trung ương Đảng Cộng sản Trung Quốc khóa XX, hiện là Thường vụ Thành ủy, Bộ trưởng Bộ Tổ chức Thành ủy Trùng Khánh.
Thái Duẫn Cách là đảng viên Đảng Cộng sản Trung Quốc, học vị MBA, Tiến sĩ Kinh tế học, Kinh tế sư cấp cao. Ông có sự nghiệp hơn 20 năm công tác trong ngành tài chính ngân hàng ở nhiều cơ quan khác nhau trước khi tham gia lãnh đạo Trùng Khánh.

## Xuất thân và giáo dục
Thái Duẫn Cách sinh vào tháng 12 năm 1971 tại huyện Bá Châu, này là thành phố cấp huyện thuộc địa cấp thị Lang Phường, tỉnh Hà Bắc, Cộng hòa Nhân dân Trung Hoa. Ông lớn lên và tốt nghiệp cao trung ở Bá Châu, khi cao khảo vào năm 1989 và đỗ Đại học Hà Bắc, tới thủ phủ Thạch Gia Trang nhập học Trường Kinh tế của đại học mình đã trúng tuyển vào tháng 9 cùng năm, rồi tốt nghiệp cử nhân chuyên ngành kinh tế công nghiệp vào tháng 9 năm 1993. Sau đó, ông tiếp tục đỗ chương trình cao học toàn thời gian về kinh tế thế giới của hệ kinh tế thương mại đối ngoại của Đại học Tứ Xuyên, học ở Thành Đô và nhận bằng Thạc sĩ Kinh tế học vào tháng 8 năm 1996. Tháng 9 năm 2004, ông sang Anh theo học quản lý công thương ở Đại học Warwick và nhận thêm một tấm bằng thạc sĩ là MBA vào tháng 9 năm 2005. Trước đó từ tháng 9 năm 2002, ông đã là nghiên cứu sinh tại chức sau đại học về tài chính học ở Sở nghiên cứu Tài chính của Ngân hàng Nhân dân Trung Quốc, đến tháng 7 năm 2008 thì trở thành Tiến sĩ Kinh tế học. Thái Duẫn Cách được kết nạp Đảng Cộng sản Trung Quốc vào tháng 3 năm 1993 khi là sinh viên năm cuối của Đại học Hà Bắc.

## Sự nghiệp

### Tài chính ngân hàng
Tháng 8 năm 1996, sau 7 năm học liên tục ở trường Hà Bắc và Tứ Xuyên, Thái Duẫn Cách được Ngân hàng Nhân dân Trung Quốc nhận vào công tác, bắt đầu với vị trí cán bộ của Ty Tài trợ kế hoạch. Trong giai đoạn 1996–2004, ông dần được nâng ngạch lên chủ nhiệm khoa viên, công tác ở các bộ phận khác nhau của ngân hàng nhân dân như Ty Quản lý tín dụng, Ty Giám quản ngân hàng số 2. Vào tháng 4 năm 2004, ông được điều tới Ủy ban Quản lý Giám đốc ngành ngân hàng Trung Quốc, nhậm chức Phó Trưởng phòng Giám quản số 7 của bộ phận giám sát quản lý ngân hàng số 2, rồi chuyển vị trí là Phó Trưởng phòng Lãnh đạo giám quản lý hợp tác xã tín dụng thành thị. Sau đó 3 năm, ông được thăng chức là Trưởng phòng Khiếu nại của Sảnh Văn phòng ủy ban, công tác ở đây thêm 1 năm.
Tháng 11 năm 2008, Thái Duẫn Cách được điều về Quảng Đông, nhậm chức Phó Chủ nhiệm Ủy ban Cải cách Phát triển tỉnh, Thành viên Đảng tổ cơ quan này. Ông công tác ở đây nguyên 1 nhiệm kỳ 5 năm, đến tháng 4 năm 2013 thì được điều tới Ngân hàng Quang Đại Trung Quốc, giữ vị trí Chủ nhiệm Văn phòng Đảng ủy, Giám đốc Văn phòng ngân hàng này. Sau đó 1 năm, ông được thăng chức là Ủy viên Đảng ủy cấp phó Hành trưởng, Phó Bí thư Đảng ủy cơ quan, Thư ký Hội đồng Đồng sự, đồng thời vẫn kiêm nhiệm 2 chức vụ cũ của văn phòng Đảng ủy, văn phòng ngân hàng. Vào tháng 7 năm 2016, ông được chuyển sang Tập đoàn Quang Đại Trung Quốc, công ty mẹ của ngân hàng, nhậm chức Ủy viên Đảng ủy, Phó Tổng giám đốc. Đến tháng 9 năm 2020, ông được bổ nhiệm làm Phó Bí thư Đảng ủy, Tổng giám Ngân hàng Giao thông.

### Trùng Khánh
Tháng 3 năm 2021, Thái Duẫn Cách được điều tới Trùng Khánh, nhậm chức Phó Thị trưởng, Thành viên Đảng tổ Chính phủ Nhân dân thành phố Trùng Khánh. Sang ngày 5 tháng 5 năm 2022, ông được bầu vào Ủy ban Thường vụ Thành ủy, phân công làm Bộ trưởng Bộ Tổ chức Thành ủy Trùng Khánh. Cuối năm này, ông tham gia Đại hội Đảng Cộng sản Trung Quốc lần thứ XX từ đoàn đại biểu Trùng Khánh. Trong quá trình bầu cử tại đại hội, ông được bầu là Ủy viên dự khuyết Ủy ban Trung ương Đảng Cộng sản Trung Quốc khóa XX.